# Mała apokalipsa (film)
Mała apokalipsa (fr. La petite apocalypse) – francusko-włosko-polski film komediowy z 1992 roku w reżyserii Costy-Gavrasa, będący swobodną ekranizacją powieści Mała apokalipsa (1979) Tadeusza Konwickiego. Zdjęcia kręcono w Paryżu.

## Fabuła
Paryż, lata 90. XX wieku. Polski pisarz Stanisław bierze udział w przyjęciu w eleganckim salonie, ale przedwcześnie opuszcza towarzystwo. W wyniku zbiegu okoliczności jego dwaj francuscy przyjaciele – Henri i Jacques – zyskują przekonanie, że Stanisław chce popełnić samobójstwo. Wpadają na pomysł, by na jego śmierci zrobić interes. Wynajmują ekipę telewizyjną,
organizują przyspieszony przekład książek Stanisława na francuski. Liczą na to, że sława, jaką uzyska swoim czynem, przyniesie im duże zyski. Równocześnie pilnują, by Polak nie zabił się za wcześnie.

## Główne role
- Jiří Menzel (Stanisław Marek)
- Pierre Arditi (Henri, obecny mąż Barbary)
- André Dussollier (Jacques)
- Anna Romantowska (Barbara, była żona Stanisława)
- Jan Tadeusz Stanisławski (Piczik, były prezes związku literatów)
- Henryk Bista (Janek)
- Kazimierz Kaczor (wicekonsul)
- Beata Tyszkiewicz (Anna Piczikowa)
- Bogdan Baer (portier w konsulacie)